# فن فنك
فن فنك  (بالإنجليزية: FN FNC)‏ هي بندقية اقتحام، من طراز الكلاشنكوف، بلجيكية الصنع.